# تیساچگه
تیساچگه (به مجاری:  Tiszacsege) یک منطقهٔ مسکونی در مجارستان است که در ناحیه بالمازاوی‌واروش واقع شده‌است. تیساچگه ۱۳۶٫۴ کیلومتر مربع مساحت و ۴٬۷۱۳ نفر جمعیت دارد.